# Liste des œuvres de Mary Cassatt
Cette page présente une liste de peintures et d'estampes de Mary Cassatt (1844-1926).

## Formation
| Image | Thème          | Titre                                               | Date      | Technique         | Dimensions  | Lieu de Conservation                        | Référence |
| ----- | -------------- | --------------------------------------------------- | --------- | ----------------- | ----------- | ------------------------------------------- | --------- |
|       | Portrait       | Après la corrida                                    | 1873      | Huile sur toile   | 82 × 64 cm  | Art Institute of Chicago                    | Musée     |
|       | Scène de genre | Un Balcon à Séville                                 | 1873      | Huile sur toile   | 102 × 82 cm | Philadelphia Museum of Art                  | Musée     |
|       | Portrait       | Danseuse espagnole portant une mantille en dentelle | 1873      | Huile sur toile   | 65 × 50 cm  | Smithsonian American Art Museum, Washington | Musée     |
|       | Portrait       | Tête d'une jeune fille                              | vers 1874 | Huile sur panneau | 32 × 23 cm  | Musée des Beaux-Arts de Boston              | Musée     |
|       | Portrait       | Mme Duffee assise sur un canapé rayé, lisant        | 1876      | Huile sur panneau | 34 × 27 cm  | Musée des Beaux-Arts de Boston              | Musée     |

## Avec les impressionnistes
| Image | Thème          | Titre                                                  | Date      | Technique                                  | Dimensions     | Lieu de Conservation                   | Référence                  |
| ----- | -------------- | ------------------------------------------------------ | --------- | ------------------------------------------ | -------------- | -------------------------------------- | -------------------------- |
|       | Portrait       | Portrait de l'artiste                                  | 1878      | aquarelle                                  | 60 × 41 cm     | Metropolitan Museum of Art             | Musée                      |
|       | Portrait       | Femme lisant                                           | 1878      | huile sur toile                            | 81 × 65 cm     | Collection particulière                | Fiche Atlas                |
|       | Portrait       | Petite Fille dans un fauteuil bleu                     | 1878      | huile sur toile                            | 89 × 130 cm    | National Gallery of Art, Washington    | Musée                      |
|       | Portrait       | Dans la loge                                           | 1878      | huile sur toile                            | 81 × 66 cm     | Musée des Beaux-Arts de Boston         | Musée                      |
|       | Portrait       | Sur un balcon                                          | 1878-1879 | huile sur toile                            | 90 × 65 cm     | Art Institute of Chicago               | Musée                      |
|       | Portrait       | La Loge                                                | 1878-1880 | huile sur toile                            | 80 × 64 cm     | National Gallery of Art, Washington    | Musée                      |
|       | Portrait       | Au Théâtre Lydia dans une loge                         | 1879      | pastel sur papier                          | 55 × 46 cm     | Kansas City, musée d'art Nelson-Atkins | Musée                      |
|       | Portrait       | Femme dans une loge                                    | 1879      | huile sur toile                            | 82 × 60 cm     | Philadelphia Museum of Art             | Musée                      |
|       | Portrait       | Portrait de fillette                                   | 1879      | huile sur toile                            | 62 × 41 cm     | Musée des Beaux-Arts de Bordeaux       | Musée                      |
|       | Portrait       | Portrait de jeune femme au chapeau blanc               | 1879      | huile sur toile                            | 46 × 38 cm     | Fondation Bemberg                      |                            |
|       | Portrait       | En brodant                                             | 1880      | huile sur toile                            | 66 × 93 cm     | Metropolitan Museum of Art             | Musée                      |
|       | Portrait       | Lydia assise dans le jardin avec un chien              | 1880      | huile sur toile                            | 27 × 41 cm     | Collection particulière                | Ouvrage Photo Georges Viau |
|       | Portrait       | Automne, portrait de Lydia Cassatt                     | 1880      | huile sur toile                            | 92,5 × 65,5 cm | Petit Palais, Paris                    | Musée                      |
|       | Scène de genre | Le Thé                                                 | 1879      | huile sur toile                            | 65 × 92 cm     | Musée des Beaux-Arts de Boston         | Musée                      |
|       | Portrait       | La Tasse de thé                                        | 1880-1881 | huile sur toile                            | 92 × 65 cm     | Metropolitan Museum of Art, New York   | Musée                      |
|       | Portrait       | Jeune Fille au jardin                                  | 1880-1882 | huile sur toile                            | 92,5 × 65 cm   | Musée d'Orsay, Paris                   | Musée                      |
|       | Nature morte   | Lilas à une fenêtre                                    | 1880-1883 | huile sur toile                            | 61 × 51 cm     | Metropolitan Museum of Art, New York   | Musée                      |
|       | Scène de genre | La Conduite                                            | 1881      | huile sur toile                            | 89 × 130 cm    | Philadelphia Museum of Art             | Musée                      |
|       | Portrait       | Portrait d'une femme                                   | 1881-1883 | huile sur toile                            | 99 × 72 cm     | Birmingham Museums                     | Musée                      |
|       | Portrait       | Dame à la table à thé                                  | 1883-1885 | huile sur toile                            | 74 × 61 cm     | Metropolitan Museum of Art, New York   | Musée                      |
|       | Scène de genre | Petites Filles jouant sur la plage                     | 1884      | huile sur toile                            | 97 × 74 cm     | National Gallery of Art, Washington    | Musée                      |
|       | Portrait       | Alexander J. Cassatt et son Fils, Robert Kelso Cassatt | 1884      | huile sur toile                            | 100 × 82 cm    | Philadelphia Museum of Art             | Musée                      |
|       | Portrait       | Fille arrangeant ses cheveux                           | 1886      | huile sur toile                            | 75 × 62 cm     | National Gallery of Art, Washington    | Musée                      |
|       | Scène de genre | Le Baiser du soir de la mère                           | 1888      | pastel sur papier velin marouflé sur toile | 84 × 74 cm     | Art Institute of Chicago               | Musée                      |

## Maturité et japonisme
| Image | Thème          | Titre                                           | Date      | Technique                                  | Dimensions  | Lieu de Conservation                        | Référence   |
| ----- | -------------- | ----------------------------------------------- | --------- | ------------------------------------------ | ----------- | ------------------------------------------- | ----------- |
|       | Portrait       | La Lettre                                       | 1890-1891 | aquatinte                                  | 35 × 23 cm  | Metropolitan Museum of Art, New York        | Musée       |
|       | Scène de genre | Le Bas                                          | 1891      | pastel                                     | 78 × 57 cm  | Musée Calouste-Gulbenkian, Lisbonne         | Musée       |
|       | Scène de genre | Le Baiser de la mère                            | 1891      | aquatinte                                  | 30 × 23 cm  | Clark Art Institute, Williamstone           | Musée       |
|       | Scène de genre | Mère et Enfant (La Caresse maternelle)          | 1891      | huile sur toile                            | 65 × 50 cm  | Honolulu Museum of Art                      | Musée       |
|       | Scène de genre | La Toilette                                     | 1891-1892 | aquatinte                                  | 43 × 30 cm  | Brooklyn Museum, New York                   | Musée       |
|       | Scène de genre | Le Bain de l'enfant                             | 1893      | huile sur toile                            | 100 × 66 cm | Art Institute of Chicago                    | Musée       |
|       | Scène de genre | Mère paysanne et son Enfant                     | vers 1894 | aquatinte                                  | 29 × 24 cm  | Metropolitan Museum of Art, New York        | Musée       |
|       | Scène de genre | Promenade en barque                             | 1893      | huile sur toile                            | 90 × 117 cm | National Gallery of Art, Washington         | Musée       |
|       | Scène de genre | Nourrice faisant la lecture à une petite fille  | 1895      | Pastel sur papier vélin marouflé sur toile | 60 × 73 cm  | Metropolitan Museum of Art, New York        | Musée       |
|       | Portrait       | Jeune Femme aux cheveux auburn                  | 1895      | Pastel sur papier                          | 55 × 44 cm  | Honolulu Museum of Art                      | Musée       |
|       | Portrait       | Ellen Mary en manteau blanc                     | vers 1896 | huile sur toile                            | 81 × 60 cm  | Musée des Beaux-Arts de Boston              | Musée       |
|       | Scène de genre | Nourrice et Enfant                              | 1896-1897 | Pastel sur papier velin marouflé sur toile | 80 × 68 cm  | Metropolitan Museum of Art, New York        | Musée       |
|       | Scène de genre | Mère et Enfant sur fond vert                    | 1897      | pastel sur papier marouflé sur toile       | 55 × 46 cm  | Musée d'Orsay, Paris                        | Musée       |
|       | Scène de genre | Femmes admirant un enfant                       | 1897      | pastel                                     | 66 × 82 cm  | Detroit Institute of Arts                   | Musée       |
|       | Scène de genre | Mère jouant avec son enfant                     | 1898      | Pastel sur papier vélin marouflé sur toile | 65 × 80 cm  | Metropolitan Museum of Art, New York        | Musée       |
|       | Scène de genre | Mère nourrissant son enfant                     | 1898      | Pastel sur papier vélin marouflé sur toile | 65 × 81 cm  | Metropolitan Museum of Art, New York        | Musée       |
|       | Scène de genre | Au bord de l'étang                              | 1898      | aquatinte                                  | 32 × 42 cm  | Honolulu Museum of Art                      | Musée       |
|       | Scène de genre | Mère et Enfant (le miroir ovale)                | vers 1899 | huile sur toile                            | 82 × 66 cm  | Metropolitan Museum of Art, New York        | Musée       |
|       | Scène de genre | Mère et Enfant (bébé se levant de sa sieste)    | vers 1899 | huile sur toile                            | 93 × 74 cm  | Metropolitan Museum of Art, New York        | Musée       |
|       | Portrait       | La Femme au chapeau noir                        | vers 1899 | huile sur toile                            | 80 × 65 cm  | Collection particulière                     | Fiche Atlas |
|       | Portrait       | Printemps : Margot dans un jardin               | 1900      | huile sur toile                            | 68 × 58 cm  | Metropolitan Museum of Art, New York        | Musée       |
|       | Scène de genre | Jeune Mère cousant                              | vers 1900 | huile sur toile                            | 92 × 74 cm  | Metropolitan Museum of Art, New York        | Musée       |
|       | Portrait       | Mère et Enfant (Mother Berthe Holding Her Baby) | 1900      | pastel                                     | 57 × 45 cm  | Collection particulière                     |             |
|       | Portrait       | Sarah en bonnet vert                            | vers 1901 | huile sur toile                            | 42 × 34 cm  | Smithsonian American Art Museum, Washington | Musée       |
|       | Portrait       | Sarah tenant son chien                          | vers 1901 | pastel                                     | 82 × 66 cm  | Petit Palais, Paris                         | Parismusées |
|       | Portrait       | Margot en bleu                                  | 1902      | pastel                                     | 61 × 50 cm  | Walters Art Museum, Baltimore               | Musée       |
|       | Scène de genre | La Caresse                                      | 1902      | huile sur toile                            | 83 × 69 cm  | Smithsonian American Art Museum, Washington | Musée       |
|       | Scène de genre | Caresse maternelle                              | vers 1902 | huile sur toile                            | 92 × 73 cm  | Musée des Beaux-Arts de Boston              | Musée       |
|       | Scène de genre | Dans le jardin                                  | 1902-1903 | huile sur toile                            | 68 × 83 cm  | Detroit Institute of Arts                   | Musée       |
|       | Portrait       | Femme au tournesol                              | vers 1905 | huile sur toile                            | 92 × 74 cm  | National Gallery of Art, Washington         | Musée       |
|       | Scène de genre | Mère et Enfant au foulard rose                  | vers 1908 | huile sur toile                            | 117 × 89 cm | Metropolitan Museum of Art, New York        | Musée       |
|       | Scène de genre | Le Bain                                         | 1910      | huile sur toile                            | 98 × 129 cm | Petit Palais, Paris                         | Parismusées |
|       | Portrait       | Mère et Enfant                                  | 1914      | pastel sur papier marouflé sur toile       | 81 × 65 cm  | Metropolitan Museum of Art, New York        | Musée       |